# Veth-Jet

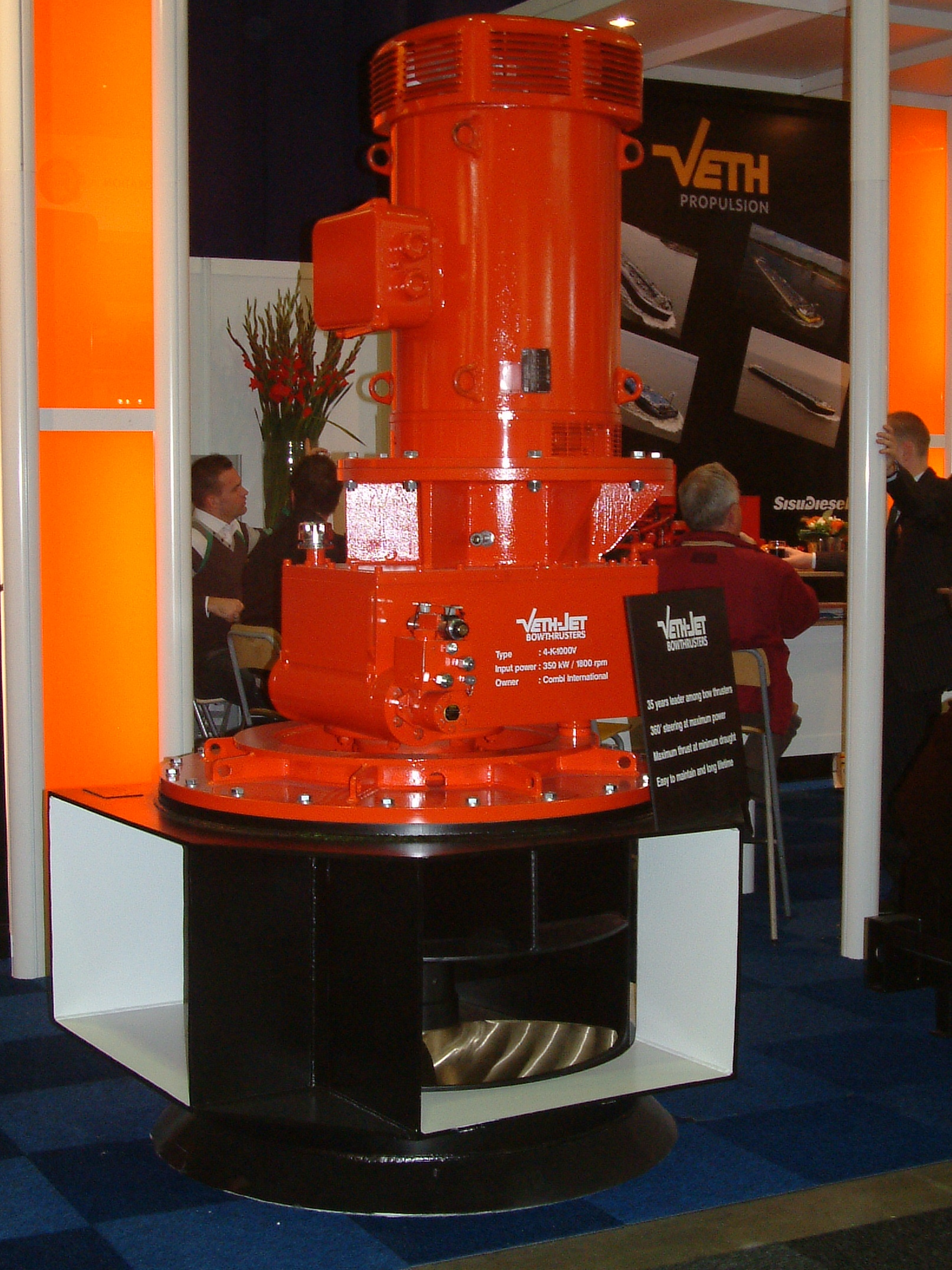
Veth-Jet Type 4-K-1000V

Der Veth-Jet der Firma Veth Propulsion in Papendrecht (Niederlande) ist eine Manövrierhilfe zum Einbau in Rümpfe von Schiffen.
Ein Propeller mit vertikaler Antriebsachse saugt dabei Wasser von unterhalb des Schiffs an, das horizontal durch ein ausgewähltes Rohr fließt und gerichtet wieder ins umgebende Wasser ausgestoßen wird, um durch Rückstoß bugsierende Kraft zu entfalten.

## Technik
Der regelbare Antrieb der Anlage erfolgt von oben mittels eines Dieselmotors, elektrisch oder hydraulisch. Über einem schützenden Gitterrost, der etwa flächenbündig in den Schiffsboden eingelassen ist, liegt der Propeller in einer zylindrischen Kammer. Im oberen Bereich des Zylindermantels gehen 1 oder rundum 2–4 etwa horizontal in verschiedene Richtungen verlaufende Kanäle ab. Das vom Propeller nach oben getriebene Wasser wird durch gewölbter Leitbleche in einem Drehschieber in die Waagrechte umgelenkt und je nach Stellung dieses Schiebers in den Kanal mit der gewünschten Wirkungsrichtung weitergeleitet.
Die Kanäle führen je nach Anzahl in etwa jeweils 180°, 120° oder 90° Winkelabstand von der Pumpenkammer weg und können den Wasserstrahl aus den Seiten des Rumpfes oder – flach-schräg – aus dem Rumpfboden in das Gewässer austreten lassen.
Wird der Veth-Jet im Schiffsbug eingebaut, wirkt er wie ein Bugstrahlruder. In der Variante mit 4 Kanälen kann der Jet in jede Richtung wirken, nicht nur nach rechts oder links schiebend, sondern auch das Schiff abbremsen, nach hinten schieben oder nach vorne ziehen. Der Drehschieber rotiert, gesteuert vom Steuerstand, koaxial um die Propellerantriebsachse, werden in einer Zwischenposition 2 Kanäle angespeist, wirkt der Rückstoß in eine entsprechend resultierende Richtung dazwischen.
Je nach Schiffsgröße werden Anlagen von 80 bis 1.250 kW eingebaut. Der kleinste Jet mit 80 kW hat einen Propeller von 580 mm Durchmesser und eine Schubkraft von 11,5 kN, der größte hat einen 1800-mm-Propeller und 133,5 kN Schub.
Diese Anlagen eignen sich auch für den Einbau in Schubleichter.